# 국제 요가의 날

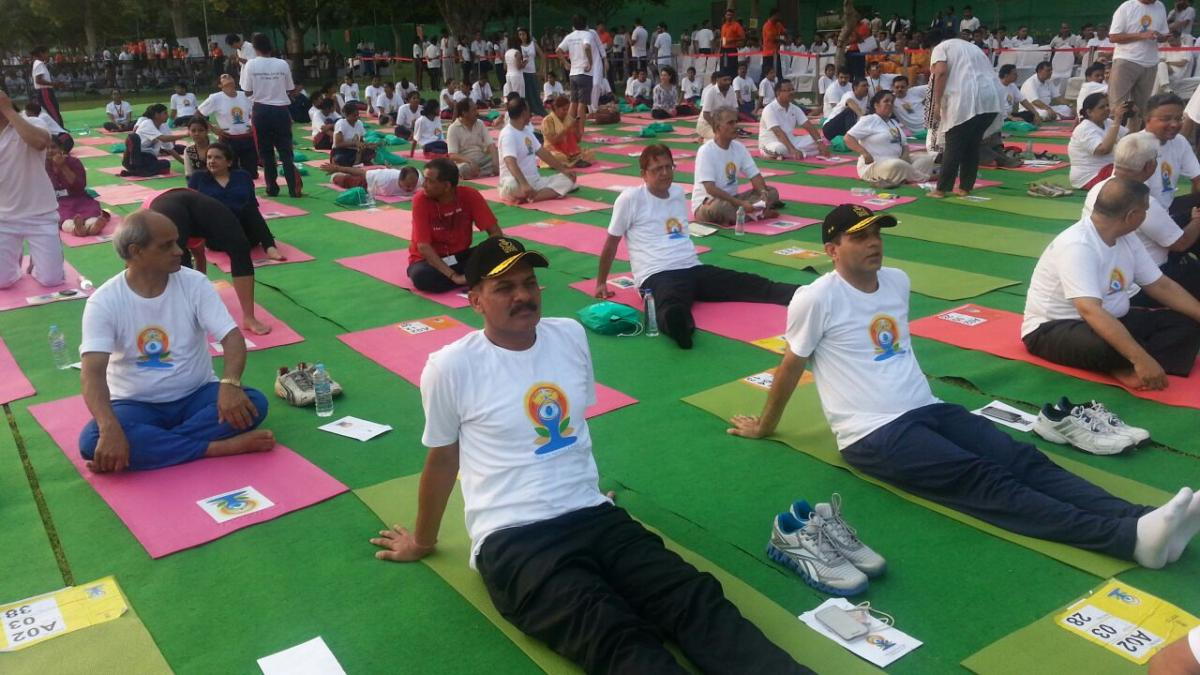

국제 요가의 날(영어: International Yoga Day, 힌디어: अंतर्राष्ट्रीय योग दिवस)은 2015년에 창시된 국제 기념일로, 매년 6월 21일에 해당한다. 국제 요가의 날은 2014년 12월 11일에 국제 연합 총회 (약칭 UNGA)에서 만장일치로 선언되었다.